# Брюк, Генрих
Генрих Брюк (нем. Heinrich Brück; 25 октября 1831, Бинген — 4 ноября 1903, Майнц) — немецкий католический священник, богослов, историк церкви, педагог. Епископ Майнца (1899—1903). Доктор богословия.

## Биография
Изучал теологию в Майнце. В марте 1855 года был рукоположен. Некоторое время служил приходским священником.
Затем занимался в аспирантуре в Мюнхене под руководством И. фон Дёллингера, затем в Риме.
В 1861 году Брюк стал профессором епископской семинарии в Майнце, в 1867 году был назначен на кафедру церковной истории в семинарии в Майнце, где работал до своего избрания на пост епископа. В 1899 году Генрих Брюк стал каноником Майнцского собора, в ноябре 1899 года — епархиальным администратором. 21 декабря того же года он был избран епископом Майнца. Епископское рукоположение получил 20 мая 1900 года.

## Научная деятельность
Одна из его самых известных работ — руководство по истории церкви «Lehrbuch der Kirchengeschichte» (Майнц, 1874, 8-е изд., 1902), которое было переведено на английский, французский и итальянский языки.
Автор показал специалистом, владеющим обширными знаниями не только в истории церкви, но и в богословии и каноническом праве.
Другая известная историческая работа — «Католическая церковь в Германии в XIX веке» в пяти томах (1887—1905).
Генрих Брюк был автором труда о рационалистических движениях в католической Германии (1865), жизни Дина Леннига (1870) и работе над историей тайных обществ в Испании (1881). Автор «Учебника церковной истории» (Майнц, 1874).

## Избранные труды
- «Lehrbuch der Kirchengeschichte» (8-е изд., Майнц, 1902);
- «Die oberrheinische Kirchenprovinz» (ib., 1868);
- «Die geheimen Gesellschaften in Spanien und ihre Stellung zur Kirche und Staat» (ib., 1881);
- «Geschichte der katholischen Kirche in Deutschland im XIX Jahrhundert» (ib., 1887—1901; 2 -е изд., ib., 1902).

Часть последнего труда вышла также отдельно под заглавием «Die Kulturkamptbewegung in Deutschland».